# Roi Xordo
Roi Xordo foi um fidalgo galego que dirigiu as tropas da Irmandade Fusquenlla (1431) e morreu na repressão posterior à desfeita irmandade.
Pouco se sabe de Roi Xordo, exceto que era fidalgo e das terras dos Andrade (supostamente de Ferrol, ainda que também se defende que era da Corunha).
Liderou uma força de 3 000 homens que tomou o Castelo de Moeche, e depois atacou outras fortalezas em Pontedeume, Monforte de Lemos e Santiago de Compostela até à sua suposta morte no combate em Pontedeume em 1437, quando foi derrotada a irmandade.